# Видин Даскалов
Видин Борисов Даскало̀в е български оперетен артист и режисьор.

## Биография
Роден е на 12 февруари 1929 г. в село Горна Козница, община Бобов Дол. Завършва теоретичен факултет на Държавната музикална академия в София, клас по цигулка през 1953 г. Учи пеене при Мара Цибулка.
Притежава ярък комедиен талант, изразен предимно в намиране на ефектни актьорски решения. Един от основателите на съвременната българска оперета.
Житейският му път приключва в София на 28 август 2001 г. след сърдечно заболяване.

## Творчество
Актьорска дейност
В творческия си път пресъздава над 120 роли, сред които най-характерни са Менелай в „Хубавата Елена“, Хитър Петър от „Имало едно време“, Бони в „Царицата на чардаша“ и още десетки незабравими образи като например в „Службогонци“, „Графиня Марица“, „Лелята на Чарли“ и „Сирано дьо Бержерак“. Незабравими са дългогодишните му дуети с оперетната певица Лиляна Кисьова.
Режисьорска дейност
Режисира постановки на „Прилепът“, „Веселата вдовица“, „Време за любов“ и други.
Поставя за първи път на сцената на Музикалния театър мюзикъла „Ах, този джаз“.

## Памет
На Видин Даскалов е наречена улица в квартал „Младост 1“ в София (Карта).

## Мюзикъл
- „Както в Агата Кристи“ (1990) (Любен Попов)

## Филмография
- Карай по правия… (1966) - шофьорът